# João Franco
João Ferreira Franco Pinto Castelo Branco (Alcaide, 14 de febrero de 1855–Lisboa, 4 de abril de 1929) fue un político portugués, presidente del Consejo de Ministros durante los últimos años de la monarquía. Para oponerse a los republicanos, su gobierno, que comenzó en 1906, derivó un año más tarde a un sistema autoritario. Aún se encontraba ejerciendo el cargo cuando el rey Carlos I y su heredero murieron en un atentado republicano acaecido en la Praça do Comércio de Lisboa. El nuevo Rey culpó a Franco de la muerte de su padre y hermano y lo cesó como primer ministro, pasando a ejercer la cartera Francisco Ferreira do Amaral el 4 de febrero. 

## Biografía
Nacido el 14 de febrero de 1855 en Alcaide, en 1875 se licenció en Derecho por la Universidad de Coímbra. En los años siguientes tuvo una larga carrera profesional en el ámbito administrativo. Su vida política se inicia en 1884 cuando consigue un acta de diputado por Guimarães. En 1890, António de Serpa Pimentel lo nombra ministro de Hacienda, cargo en el que permanece poco tiempo, ya que en 1891, con la llegada al poder de Hintze Ribeiro, es nombrado ministro de Obras Públicas. En 1893 se hace cargo del ministerio del Reino en el que estaría hasta 1897.

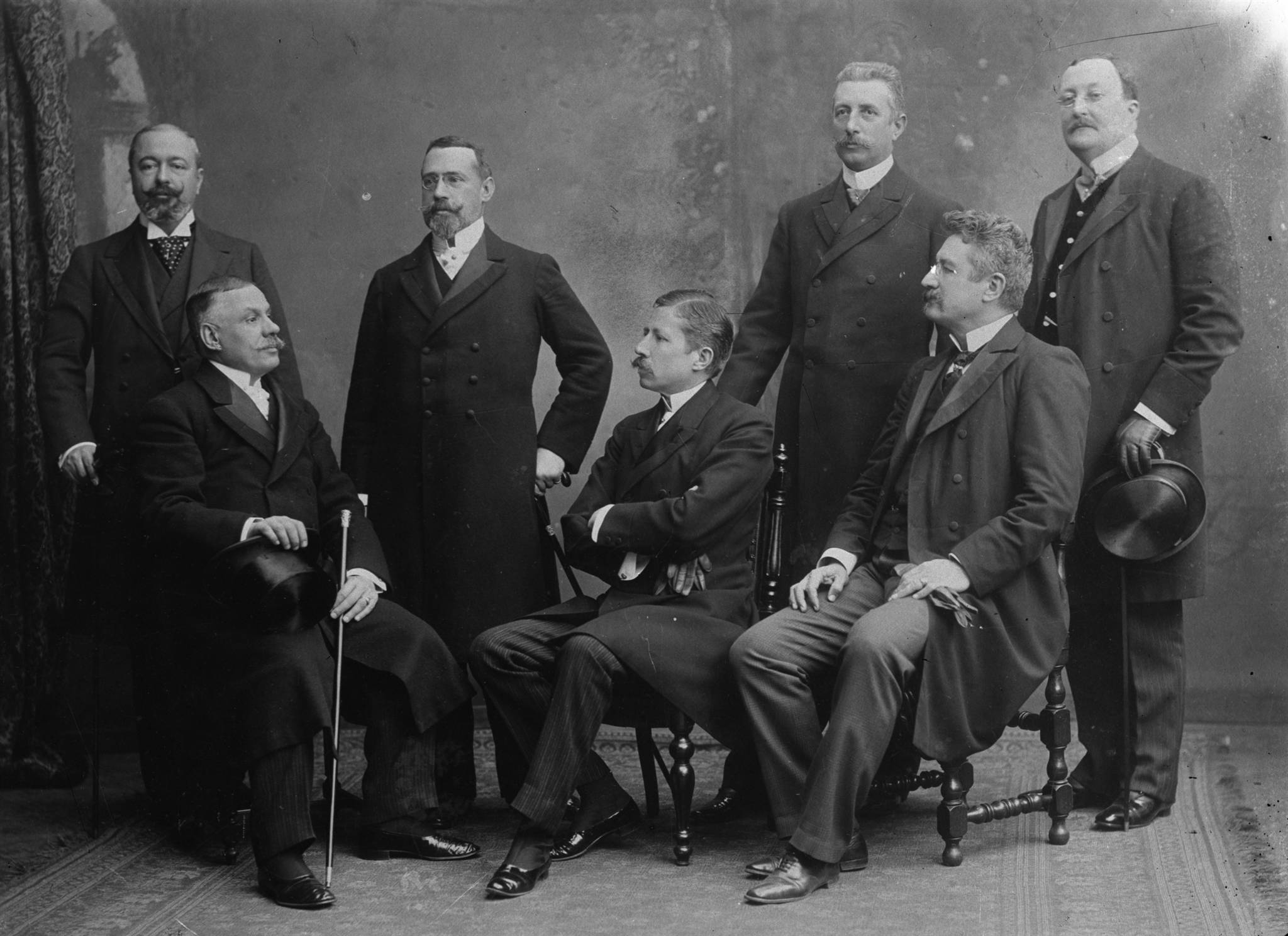
El primer gabinete de João Franco (1906)

En esta etapa como ministro del Reino defendió el fortalecimiento del poder real; reformó el Código Administrativo; creó una nueva ley electoral que aumentó las circunscripciones y suprimió las minorías, por lo que el parlamento resultante de las elecciones de 1895 estuvo formado únicamente por regeneradores.
En 1900 rechaza formar parte del nuevo gobierno de Hintze Ribeiro debido a las discrepancias con este. En mayo de 1901, sale del Partido Regenerador y se lleva consigo 25 diputados, que se organizan en el Partido Regenerador Liberal. 
En 1906, el rey Carlos I le encarga formar gobierno que él denomina "liberal" y que tiene como objetivo moralizar la vida pública. Este gobierno viraría en 1907 hacia planteamientos más propios de las dictaduras hasta el 1 de febrero de 1908, día del asesinato del rey, llevó a cabo una política de férrea represión social. Tras la muerte del monarca y al no contar con el apoyo del nuevo rey, que lo acusa de falta de previsión en la muerte de su padre y de su hermano, João Franco deja la presidencia del gobierno y la política.
Falleció el 4 de abril de 1929 en Lisboa.